# بوغدان دوتشيف
بوغدان غوانيف دوتشيف (بالبلغارية: Богдан Ганев Дочев)‏ (مواليد 26 يونيو 1935 - 29 مايو 2017)، حكم كرة قدم بلغاري دولي سابق.
حكم في بطولة كأس العالم لكرة القدم 1982 وبطولة كأس العالم لكرة القدم 1986.

## روابط خارجية
- بوغدان دوتشيف على موقع Soccerway.com (الإنجليزية)